# NGC 782
NGC 782 là một thiên hà xoắn ốc có thanh nằm trong chòm sao Ba Giang, cách Dải Ngân hà khoảng 160 triệu năm ánh sáng . Nó được phát hiện vào năm 1834 bởi nhà thiên văn học người Anh John Herschel.